# Chevrier
Chevrier település Franciaországban, Haute-Savoie megyében. Lakosainak száma 717 fő (2022. január 1.). Chevrier Collonges, Léaz, Clarafond-Arcine és Vulbens községekkel határos.

## Népesség
A település népességének változása:
| Lakosok száma | 442  | 489  | 522  | 545  | 600  | 626  | 638  | 677  | 717  |
|               | 2013 | 2015 | 2016 | 2017 | 2018 | 2019 | 2020 | 2021 | 2022 |